# Orconectes luteus
Orconectes luteus är en kräftdjursart som först beskrevs av Creaser 1933.  Orconectes luteus ingår i släktet Orconectes och familjen Cambaridae. IUCN kategoriserar arten globalt som livskraftig. Inga underarter finns listade i Catalogue of Life.